# Aojama Tosihiro
Aojama Tosihiro (青山 敏弘; Hepburn: Aoyama Toshihiro; Kurashiki, 1986. február 22. –) japán válogatott labdarúgó, jelenleg a Sanfrecce Hiroshima játékosa. Posztját tekintve védekező középpályás.

## Sikerei, díjai
Sanfrecce Hiroshima
- Japán bajnok (1): 2012
- Japán szuperkupagyőztes (2): 2008, 2013

Japán
- Kelet-ázsiai labdarúgó-bajnokság győztese (1): 2013